# Fortaleza de Minas
Fortaleza de Minas is een gemeente in de Braziliaanse deelstaat Minas Gerais. De gemeente telt 3.986 inwoners (schatting 2009).

## Aangrenzende gemeenten
De gemeente grenst aan Itaú de Minas, Jacuí, Passos, Pratápolis en São Sebastião do Paraíso.